# Zamarada corymbophora
Zamarada corymbophora är en fjärilsart som beskrevs av Fletcher 1974. Zamarada corymbophora ingår i släktet Zamarada och familjen mätare. Inga underarter finns listade i Catalogue of Life.